# Kaichi Uchida
Kaichi Uchida (ur. 23 sierpnia 1994) – japoński tenisista.

## Kariera tenisowa
W karierze zwyciężył w dwóch singlowych turniejach cyklu ATP Challenger Tour. Ponadto wygrał osiem singlowych oraz jedenaście deblowych turniejów rangi ITF.
W rankingu gry pojedynczej najwyżej był na 155. miejscu (3 października 2022), a w klasyfikacji gry podwójnej na 202. pozycji (19 września 2022).

### Zwycięstwa w turniejach ATP Challenger Tour

#### Gra pojedyncza
| Końcowy wynik | Nr | Data            | Turniej        | Nawierzchnia | Przeciwnik             | Wynik finału     |
| ------------- | -- | --------------- | -------------- | ------------ | ---------------------- | ---------------- |
| Zwycięzca     | 1. | 19 grudnia 2021 | Rio de Janeiro | Twarda       | Nicolás Álvarez Varona | 3:6, 6:3, 7:6(3) |
| Zwycięzca     | 2. | 26 czerwca 2022 | Oeiras         | Ceglana      | Kimmer Coppejans       | 6:2, 6:4         |